# Ectopimorpha limerodops
Ectopimorpha limerodops är en stekelart som beskrevs av Heinrich 1961. Ectopimorpha limerodops ingår i släktet Ectopimorpha och familjen brokparasitsteklar. Inga underarter finns listade i Catalogue of Life.